# La tela del ragno (Christie)
La tela del ragno (titolo originale Spider's Web) è un piece teatrale scritto da Agatha Christie nel 1954.
Nel 1980 la RAI ne ha realizzato la trasposizione televisiva con gli attori Sandro Dori, Monica Guerritore, Daniele Tedeschi, Gabriele Tozzi, Piero Nuti, Gino Pernice, Gianna Giachetti, Antonella Baldini, Paolo Maria Scalondro, Warner Bentivegna.
Nel 2000 la piece è stata adattata per la letteratura da Charles Osborne, un attore teatrale che più volte aveva rivestito il ruolo del dr. Carelli in Caffè nero, altra piece teatrale della Christie.
Nel 2012 la compagnia Attori & Tecnici porta in scena la versione italiana, la cui traduzione è a cura di Edoardo Erba e la regia è di Stefano Messina.

## Trama
Clarissa Hailsham-Brown è una giovane donna. Una notte trova nel salotto di casa il cadavere del nuovo compagno della ex moglie del marito, con il quale, poco prima aveva avuto una discussione. È l'inizio di una notte movimentata e ricca di colpi di scena.

## Personaggi
- Clarissa Hailsham-Brown : giovane donna
- Sir Rowland Delahaye : giudice e grande amico di Clarissa
- Hugo Birch: uomo facoltoso, amico di sir Delahaye
- Jeremy Warrender: giovane in carriera, spasimante di Clarissa
- Pippa Hailsham-Brown: figliastra di Clarissa
- Elgin: maggiordomo
- Henry Hailsham-Brown: marito di Clarissa
- Oliver Costello: compagno della prima moglie di Henry Hailsham-Brown
- Susanna Peake: giardiniera di casa Hailsham-Brown
- Ispettore Lord: ispettore di polizia
- Agente Jones: agente di polizia

## Edizioni
- Agatha Christie, La tela del ragno, traduzione di Igor Longo, Oscar Mondadori n. 2038, 1954,  p. 116.